# Ruben Vardanjan
Ruben Karlenovič Vardanjan (in russo Рубен Карленович Варданян?; in armeno Ռուբեն Կառլենի Վարդանյան?, Ṙowwben Kaṙleni Vardanyan; Erevan, 2 maggio 1968) è un imprenditore russo con cittadinanza armena, fondatore ed ex CEO e azionista della banca d'investimento Troika Dialog..

## Biografia
Ruben Vardanjan è nato nel 1968 a Erevan. Nel 1985 si è diplomato con lode alla scuola statale di Erevan. Nel 1985 si iscrive alla MSU Facoltà di Economia. Dopo aver completato il primo anno, ha svolto il servizio militare nell'Azerbaigian sovietico e in Armenia. Nel 1992 si laurea con lode presso la Facoltà di Economia.
Vardanjan si è formato presso la Cassa di Risparmio di Torino, in Italia,  e ha completato un corso sui mercati in via di sviluppo presso Merrill Lynch a New York (1992). Successivamente, ha completato corsi a breve termine presso INSEAD (Fontainebleau, Francia, 2000), Harvard Business School (2001, 2005, 2018), Yale University e Stanford GSB  (2012, 2013).

### Troika Dialog
Nel settembre 1990, Vardanjan è stato presentato a Peter Derby da Pavel Teplukhin. Vardanjan e Derby hanno fondato Troika Dialog il 18 marzo 1991. Vardanjan ha lavorato presso l'azienda, prima come esperto e dirigendo il dipartimento IPO. Nel 1992 Vardanjan è entrato nel consiglio di amministrazione e ne è diventato il direttore esecutivo. Successivamente è diventato presidente, amministratore delegato e presidente del consiglio di amministrazione della società. Ha ricoperto l'incarico fino a quando l'azienda non è stata ceduta.
All'inizio degli anni 2000 la Troika aveva i suoi uffici a New York e Londra. Nel 2011, i partner detenevano il 63,6% delle azioni della "Troika Dialog", con il 40% di proprietà di Vardanjan. Alla fine dell'anno finanziario 2010, le attività della "Troika" ammontavano a  5,75 miliardi di dollari. L'11 marzo 2011, Sberbank ha annunciato l'acquisizione del 100% di "Troika Dialog"  per 1 miliardo di dollari, la transazione è stata finalizzata il 23 gennaio 2012.  L'accordo includeva anche i bonus dei partner della Troika per 3 anni, quindi il costo complessivo dell'accordo è stato di 1,4 miliardi di dollari. Prima della vendita, Vardanyan possedeva il blocco principale di azioni (40%), stimato in 560 milioni di dollari. In compenso gli è stato offerto il 20,5% in AvtoVAZ e il 27,3% in Kamaz, poi liquidato con un profitto. Entro il 2013 Forbes ha stimato il patrimonio netto di Vardanyan a 800 milioni di dollari.
La fusione ha portato al lancio di Sberbank CIB, una società affari di investimento. Nel 2012 l'attività di asset management si è fusa in una holding unita, consolidando le gamme di prodotti e i consigli di amministrazione di Sberbank sulla base di "Troika Dialog". Nel 2018 Sberbank ha annunciato la fusione di investimenti e attività aziendali in un unico blocco. Dalla vendita di "Troika Dialog" fino al 2015, Vardanjan è stato co-direttore di Sberbank CIB, ricoprendo anche incarichi di consigliere presidenziale e presidente del consiglio di Sberbank.
Il 4 marzo 2019, Organized Crime and Corruption Reporting Project (OCCRP) ha pubblicato un'indagine sulla Troika Laundromat, riportando nella sua rete 76 società offshore, con facilitazioni di circa 4,6 miliardi di dollari.  Successivamente Vardanjan ha affermato  che la società "si è sempre adoperata per operare solo secondo i severi principi di legittimità e trasparenza". La procura austriaca non ha trovato motivi per aprire un'indagine ufficiale sulla rete offshore di Troika Dialog.

## Vita privata
Vardanjan è sposato con Veronika Feliksovna Zonabend, di origine ebraica.  Zonabend è la co-fondatrice dell'Armenian UWC Dilijan College, ricopre anche un incarico presso il comitato consultivo dell'Università americana di Armenia ed è il capo del comitato esecutivo della fondazione educativa Teach For Armenia. La sorella maggiore di Vardanjan, Marine Ales, è una compositrice e autrice di canzoni in lingua russa e armena, membro dell'Aurora Prize Creative Council e co-fondatrice del fondo di beneficenza "Grant Life Armenia".
Nel giugno 2021 Vardanjan ha acquisito la cittadinanza armena.